# Hôtel de Vignolles
 (février 2021).
Si vous disposez d'ouvrages ou d'articles de référence ou si vous connaissez des sites web de qualité traitant du thème abordé ici, merci de compléter l'article en donnant les références utiles à sa vérifiabilité et en les liant à la section « Notes et références ».
L’hôtel de Vignolles se situe dans le Vieux-Mans, place Saint-Pierre. Il fut construit en 1549 par Jean de Vignolles. L’hôtel ne fut jamais achevé. Son architecture est d'un style gothique locale. Son axe de circulation est résolument vertical du fait de son architecture de transition. L’hôtel s’inscrit dans une position particulière dans la ville, amenant un renouveau au parti traditionnel du XVe siècle. L’hôtel est très largement marqué par l’architecture seigneuriale du Haut-Maine cependant. Pour autant, il atteste des similarités dans les racines des demeures seigneuriales rurales et urbaines. Si sa construction n’est pas, par définition, luxueuse ; son étalement au sol est monumental en comparaison aux autres hôtels bâtis majoritairement en hauteur, au sein du Vieux-Mans. Son architecture particulière le situe à mi-chemin entre architecture parisienne et architecture ligérienne, comme la position de la ville et ses attirances naturelles sur la carte de France. Nul doute que Vignolles fut particulièrement attentif à l’effet produit sur le visiteur. D’abord, il voulut amener plus de parisianisme au Mans avec son architecture extérieure. Ensuite, il prit en considération la démarche du visiteur. Le but fut certainement d’épater, de flatter et de dominer toute la fine fleur du protestantisme régional et notamment le protestantisme Saumurois. L’hôtel de Vignolles est l’exemple type de l’hôtel classique national qui sera construit à Paris comme ailleurs en France jusqu’au milieu du XVIIe siècle. Propriété de la ville du Mans depuis 1926, l'hôtel est partiellement classé au titre des monuments historiques en 1946. Aujourd’hui encore, les restaurations continuent, une division en deux de l’hôtel en 1799 ayant profondément marqué voire défiguré sa beauté originale. 

## Ancien terrain des comtes du Maine
L’hôtel de Vignolles se situe sur un terrain appartenant autrefois aux comtes du Maine. Il dépendait à la base du palais même. Aujourd’hui, une rue les sépare. Le terrain était autrefois occupé par diverses maisons et quelques jardins du Palais, dominés par les anciennes salles de Bretagne et salle des Singes du palais. À l’est du bâtiment, se trouvait autrefois l’atelier monétaire des comtes du Maine. L’hôtel fut bâti sur la paroisse du Grand Saint-Pierre, sur le fief de la seigneurie de la cour de Monnoye, appelé autrefois le Louvre.  
En 1472, cette portion est donnée à Pierre Couthardy, alors juge ordinaire de la cité pour le récompenser de ses services rendus aux comtes. Le palais est quant à lui, totalement délabré. Charles d’Anjou, qui en a la charge, manque d’argent pour le faire réparer. Il décide donc de céder en parcelles les parties de sa propriété, afin que les particuliers en prennent soin à sa place. C’est le cas pour Jacques Pavy, auditeur des comptes et Michel de Cerbeye, contrôleur des finances. Cependant, les constructions ne seront pas relevées et le palais deviendra propriété royale de France. Les Manceaux s’adressent à François Ier pour créer un hôtel délibératif à la place de l’ancienne Salle de Bretagne. Le roi accorde son soutien en 1529. Mais la ville n’a pas les ressources monétaires suffisantes pour élever l’édifice. Les échevins de la ville sont encore obligés de délibérer en nomades. Finalement, la « chambre de ville » ne sera créée au-dessus du présidial qu’en 1611. 

## Jean de Vignolles, premier propriétaire
Jean de Vignolles fut conseiller du roi, lieutenant particulier et assesseur civil ainsi que criminel de la sénéchaussée du Maine. Il se rend propriétaire en juillet 1548 de quelques maisons proches du palais des comtes du Maine, par rachat à un certain Guy Daron, seigneur de Bordeaux. Une grosse somme est livrée en espèce pour cet achat, on parle alors 2 150 livres. Le nouvel acquéreur paye directement et tout de suite après, le coût de la destruction complète des bâtiments achetés. Les travaux à réaliser durent plusieurs années et leur somme est astronomique, mais Vignolles dispose de revenus substantiels. Propriétaire du domaine de Maupertuis, Vignolles le vend à chapitre de Saint-Pierre-la-Cour en 1549. Mais Vignolles, malgré un bon train de vie se trouvera endetté très rapidement auprès du clergé. D’ailleurs, les matériaux de construction pour le petit Louvre ne sont pas très luxueux. Du chêne et du châtaignier sont utilisés pour les charpentes, les ornements sont faits de tuffeaux de qualité moindre et les encadrements utilisent du calcaire de Bernay. Lorsqu’en 1562, les catholiques pillent les maisons protestantes, ils trouvent dans l’étable dépendant de l’hôtel, du tuffeau de Saumur, vraisemblablement « emprunté » à la cathédrale Saint-Julien. La place occupée par l’hôtel est une place privilégiée. Le terrain de construction est un quart d’îlot comprenant trente-cinq parcelles. En 1562, le présidial du Mans exige l’édification d’une croix avec sur un tableau d’Airan, la sentence du jugement de Vignolles et de sa femme, condamnés à l’exil depuis un an après les démêlés religieux. L’hôtel est composé d’une quinzaine de pièces dont onze se situent à l’étage pour former les appartements privés. L’hôtel de Vignolles comporte quatre appartements réservés à des personnes précises. Les propriétaires y vivent, mais avec des proches, des intimes, des domestiques. L’hôtel dut servir d’accueil pour des personnes importantes. Jean de Vignolles y accueillit certainement un de ses ministres. Au XVIIe siècle, on compte onze cheminées à l’intérieur de l’hôtel, cela indique un confort certain de l’hôtel pour ses habitants et ses visiteurs. 

## Construction
Contre toute attente, la construction du petit Louvre se fait selon les techniques communes de construction des bâtis modestes de la région du Mans. Les murs sont à moellons maçonnés puis sont enduits de chaux grasse, un tout assez simpliste. Cependant, l’ardoise d’Anjou utilisée pour la couverture, matériaux de qualité, est néanmoins un élément luxueux dans l’hôtel. Le financement de l’hôtel se fait par la charge d’officier royal de Vignolles. Le plan de l’hôtel forme un U, un plan peu commun pour une demeure urbaine. Sa composition est faite d’abord d’un corps de logis simple avec deux pavillons en retour sur sa façade ouest. Cette disposition est unique dans toute la cité. Le corps de logis est plus large et plus long que la partie nord. Il s’agit de l’élément fort sur la hiérarchie des masses. Si le corps de logis ne dispose que d’un étage, les deux pavillons possèdent deux étages. Les pièces d’habitations du corps de logis sont cependant plus hautes que celles des pavillons. Un équilibre largeur-hauteur est maintenu entre les trois grandes parties. Les pièces d’habitation privée se situent en fond de cour, en retrait par rapport aux pavillons. C’est cette construction particulière qui donne à la bâtisse le titre d’hôtel de Vignolles. Les deux cours ouvertes, l’une à l’est et l’autre à l’ouest sont des signes de la fortune du propriétaire de la demeure. Une cour donnant sur la rue de l’Écrevisse est d’abord fermée par un mur écran, aujourd’hui toujours visibles sur les pavillons sud et ouest. Le portail et pavillon sont ouverts sur la rue côté ouest. Le portail est composé de plusieurs portes et est blasonné aux armes du propriétaire.  L’architecture est forcément massive et aujourd’hui encore, exiguïté de la voie dans laquelle se trouve la cour de l’hôtel empêche tout recul. C’est le pavillon sud qui domine le reste de la demeure. Au point de vue extérieur, il est doté également d’une haute toiture faite d’ardoises. La cour, fermée par le mur-écran sera ouverte dès le XVIIe siècle et le corps de bâtiment donnant directement sur la rue sera considéré, comme ses pavillons, comme de simples maisons. Finalement, les pavillons se transformeront en boutiques ouvertes sur le front de la rue de l’écrevisse. En 1793, l’ancienne chapelle collégiale du Gué de Maulny est détruite. Elle datait de 1380 et avait donné son nom à la place elle-même. La même survient à la destruction des prisons du palais, ce qui permet une nouvelle configuration du quartier. La rue qui passait alors devant l’hôtel de Vignolles est absorbée à son tour par cette nouvelle place. La rue étroite bénéficiait alors de la lumière distribuée par la cour de l’hôtel. L’hôtel devient une construction en cœur d’îlot. L’accès à l’escalier intérieur devient plus direct par la cour ouest, la cour est n’étant pas achevée. À l’origine, le sens de circulation faisait de la cour est la cour principale d’entrée. Cependant, la porte donnant sur l’escalier devient l’entrée principale de la demeure, ce qui n’était pas prévu dans les plans originaux de l’hôtel. La cour sera reléguée au service. La porte d’entrée principale se situait sur l’aile est. On trouvait dans cette aile une galerie close superposée à un portique, élément fréquent de l’organisation des hôtels urbains. Cette aile est devait se prolonger jusqu’à la rue pour avoir une longueur à peu près en règle avec le reste du bâtiment. La cour est était certainement bordée sur deux de ses côtés par deux galeries d’arcades. Tout cela était fait pour impressionner le visiteur, malheureusement la réalisation ne sera faite qu’au tiers.